# Lista de filmes portugueses de 1942
Lista de filmes portugueses de longa-metragem lançados comercialmente em Portugal em 1942, nas salas de cinema.
Notas: Na secção coprodução, passando o cursor sobre a bandeira aparecerá o nome do país correspondente.
| # | Filme                | Realização            | Género           | Estreia         | Coprodução |
| - | -------------------- | --------------------- | ---------------- | --------------- | ---------- |
| 1 | Ala-Arriba!          | António Lopes Ribeiro | Drama            | 15 de setembro  | —          |
| 2 | Aniki Bóbó           | Manoel de Oliveira    | Drama            | 18 de dezembro  | —          |
| 3 | Lobos da Serra       | Jorge Brum do Canto   | Drama            | 23 de fevereiro | —          |
| 4 | O Pátio das Cantigas | Francisco Ribeiro     | Comédia, musical | 23 de janeiro   | —          |